# Samuel Oppenheim
Samuel Oppenheim (19 novembre 1857 à Braunsberg - 15 août 1928 à Vienne) est un astronome autrichien.

## Biographie
En 1875, Oppenheim commence à étudier les mathématiques, la physique et l'astronomie à Vienne. Il passe son Staatsexamen en 1880. De 1881 à 1887, il travaille à l'Observatoire de Vienne et de 1888 à 1896 à l'observatoire Kuffner de Vienne. Il obtient le Doctorat en 1884 et l'Habilitation en 1910 pour l'astronomie théorique. Après avoir travaillé comme enseignant à Prague, il est professeur ordinaire d'astronomie à l'Université de Vienne.
Le domaine de recherche d'Oppenheim porte principalement sur la mécanique céleste (il a par exemple écrit des ouvrages sur les comètes, la gravitation, la précession, la cinématique et les statistiques des étoiles etc.). Il est co-rédacteur en chef de la section Astronomie d'Enzyklopädie der mathematischen Wissenschaften.

## Publications
- Oppenheim, S., « Astronomie », Encyklopädie der Mathematischen Wissenschaften mit Einschluss Ihrer Anwendungen, vol. 6.2.1,‎ 1919–1922 (lire en ligne)
- Oppenheim, S., « Astronomie », Encyklopädie der Mathematischen Wissenschaften mit Einschluss Ihrer Anwendungen, vol. 6.2.2,‎ 1919–1922 (lire en ligne)